# Händene distrikt
Händene distrikt är ett distrikt i Skara kommun och Västra Götalands län. 
Distriktet ligger nordväst om Skara. 

## Tidigare administrativ tillhörighet
Distriktet inrättades 2016 och utgörs av socknen Händene i Skara kommun.
Området motsvarar den omfattning Händene församling hade vid årsskiftet 1999/2000.